# Wolfgang del Palatinado
Wolfgang del Palatinado (apodo el Viejo; 31 de octubre de 1494 en Heidelberg - 2 de abril de 1558 en Neumarkt) fue un noble alemán de la Casa de Wittelsbach. Fue Conde Palatino de Neumarkt y gobernador del Alto Palatinado.

## Biografía
Wolfgang era hijo del Elector Palatino Felipe (1448-1508) de su matrimonio con Margarita (1456-1501), hija del Duque Luis IX de Baviera-Landshut. Sus padres intentaron que Wolfgang tuviera una carrera religiosa. Fue canónigo en Augsburgo, Wurzburgo y Speyer, y desde 1515 Rector Magnífico de la Universidad de Wittenberg. En 1524, Wolfgang retornó a la vida laica.
En 1522, Wolfgang se convirtió en miembro de los Caballeros Teutónicos y en 1524 recibió Neumarkt como infantazgo. En 1544, fue nombrado gobernador del Alto Palatinado en Amberg. Fue considerado amigo y patrón de las ciencias.
Wolfgang murió en 1558, soltero y sin hijos. Fue enterrado en al Iglesia del Espíritu Santo en Heidelberg.